# Nutidsorienteringen
Nutidsorienteringen var en tävling som anordnades i oktober varje år av Dagens Nyheter för alla Sveriges högstadieelever. Den arrangerades för första gången 1939 på initiativ av Ivan Blomberg, medlem i SSUH, Sveriges studerande ungdoms helnykterhetsförbund. 2013 lades den ner.
Ett formulär med 30 grundfrågor och fem utslagsfrågor delades ut. Frågorna handlade om nyheter som Dagens Nyheter skrivit om under året. Frågorna var upplagda på det sättet att händelsen beskrivs kort, sedan kom själva frågan. En vinnare från varje län i Sverige utsågs, vilket gjorde att det var enklare att vinna om man bodde i ett län där det bor färre människor. Utöver länsvinnarna utsågs även en riksvinnare. Om en vinnare, trots utslagsfrågorna, inte kunde utses, delade fler personer samma titel. År 2005 skedde det för första gången att tre personer, Petter Friberger, Emma Samuelsson och Arash Asadi, delade riksvinnartiteln.
Vinnarna från alla län fick traditionellt besöka Stockholm över en helg och motta en lagerkrans i pris. Oftast delades priset ut av drottning Silvia. Besöket skedde i samband med Nobelprisutdelningen och vinnarna har ofta fått närvara i publiken vid utdelningen. Bland övriga aktiviteter under helgen ingick ett möte med en minister.
Namnet återanvändes av Dagens Nyheter från 2024 för ett månatligt kunskapstest för skolelever.